# Henriette Heichel
Henriette Pauline Heichel (Ámsterdam, 13 de noviembre de 1953 es una cantante neerlandesa y miembro del grupo pop Dschinghis Khan.

## Carrera
Henriette Pauline Strobel, hija del dentista Helmut Karl Strobel y del ama de casa y secretaria Catharina Jeanette Strobel (de soltera Mosk). Asistió a la "Groen van Prinstererschool" en Amstelveen, la "Escuela Middelbare Meisjes" (M.M.S.), luego recibió lecciones privadas en Oberstdorf. Se formó como asistente dental y fue modelo, esteticista y patinadora artística.
El 9 de abril de 1976 se casó con Wolfgang Heichel, al que había conocido en un pub mientras actuaba con su antigua banda. Accidentalmente se partió un diente con el micrófono. El dueño del restaurante sabía que Henriette era asistente dental y envió a Wolfgang a verla.
En 1979 llegó con su entonces esposo Wolfgang Heichel, Edina Pop, Leslie Mándoki, Steve Bender y Louis Hendrik Potgieter en la banda "Dschinghis Khan" con el mismo nombre Título en el Gran Premio del Festival de la Canción de Eurovisión 1979 cuarto lugar para Alemania. La banda se disolvió en 1986 poco después de que Henriette se divorciara de Wolfgang. Henriette terminó su carrera musical en 1987 con una actuación invitada en la DK-Family.
El 17 de diciembre de 2005, conoció a Edina Pop, Steve Bender, Wolfgang Heichel y los tres jugadores invitados Stefan Track, Ebru Kaya y Daniel Käsling en un concierto de reunión en el Olympijski-Arena de Moscú para el regreso de Dschinghis Khan.